# Александър Александров
Вижте пояснителната страница за други личности с името Александър Александров.
Александър Панайотов Александров е вторият български космонавт, летял на борда на съветския космически кораб „Союз ТМ-5“ (излитане) заедно с командира на полета Анатолий Яковлевич Соловьов и бординженерa Виктор Петрович Савиних, Станция Мир и Союз ТМ-4 (за кацане). Мисията продължава от 7 до 17 юни 1988 г.
Александър Александров завършва специалност летец-инженер през 1974 г. До 1978 г. служи в бойните части на Военновъздушните сили като пилот на изтребител-бомбардировач във Двадесет и втори изтребително бомбардировъчен авиополк в с. Безмер. През 1983 г. завършва аспирантура в Института за космически изследвания към Академията на науките на бившия СССР, Москва. Получава научна степен „кандидат на техническите науки“ (сега доктор).

## Кариера като космонавт
През 1977 г. Александров е избран за космонавт във втората група от програмата „Интеркосмос“, заедно с първия български космонавт Георги Иванов. На 1 март 1978 г. пристига в Центъра за подготовка на космонавти за преминаване на обща космическа подготовка.
Готви се за космическия полет през 1979 г., при който е дубльор на Георги Иванов. Поради технически проблеми космическият полет на Георги Иванов е прекъснат по-рано и не се изпълнява програмата за изследване, която е предвидена за този полет.
След допълнително споразумение между България и СССР се подготвя изпращането на втори български космонавт. През юни 1988 г. Александър Александров става вторият българин, излетял в Космоса. По време на полета извършва 59 успешни научни експеримента, включително изпитание на български храни за космонавти. Експериментите са разработени от Института за космически изследвания при БАН с ръководител акад. Димитър Мишев. По време на полета е осъществен телемост на космонавтите с Тодор Живков, предаван директно по Българската национална телевизия.
Военен летец първи клас, заслужил летец, летец-космонавт на Република България. На 26 април 2002 г. е удостоен с висше военно звание бригаден генерал. Награден е с орден „Стара планина“. С указ № 246 от 11 декември 2013 г. за особено големите му заслуги за укрепване и развитие на въоръжените сили е повишен във висше военно звание в резерва генерал-майор. На 13 март 2019 г. „за големите му заслуги за развитието и укрепването на въоръжените сили, за дългогодишната му и безупречна служба и за приноса му за националната сигурност на Република България“ е награден с орден „За военна заслуга“ първа степен.
В родния му град Омуртаг на площад „Александър Александров“ има монумент „Космонавт“. Статуята представлява модернизиран и футуристичен сборен образ на космонавт. Нейни автори са двама казанлъшки скулптори – Доко Доков и Димитър Койчев.

## Награди
- 1988 – Герой на Народна република България и Орден „Георги Димитров“.
- 1988 – Герой на Съветския съюз, кавалер на Орден Ленин.
- 2003 – Стара планина, първа степен във връзка с 15-годишнината от втория съветско-български полет.
- 2011 – Медал „За заслуги в усвояването на космоса“ на 12 април 2011 г., Русия – за голям принос в развитието на международното сътрудничество в областта на пилотираната космонавтика.[6]
- Летец-космонавт на България

## Военни звания
- о. р. Бригаден генерал (26 април 2002)
- о. р. Генерал-майор (11 декември 2013)